# Almáskeresztúr
Almáskeresztúr (njem. Kerestur) selo je u južnoj Mađarskoj.
Zauzima površinu od 13,03 km četvorna.

## Zemljopisni položaj
Nalazi se na 46° 7' sjeverne zemljopisne širine i 17° 54' istočne zemljopisne dužine. Možgaj je 2 km zapadno, Sentžebet je 4 km jugoistočno, Ibaba je 3,5 km sjeveroistočno, Mamelik je 4 km sjever-sjeverozapadno, a 4,5 km sjeverozapadno je Laslov. Breka je 5 km jugoistočno.

## Upravna organizacija
Upravno pripada Sigetskoj mikroregiji u Baranjskoj županiji. Poštanski broj je 7932. 

## Povijest
Spominje se 1296. kao Keruchur.
1700-ih se u ove krajeve doseljavaju Nijemci.

## Stanovništvo
Almáskeresztúr ima 87 stanovnika (2001.). Stanovnici su Mađari. Dvije trećine stanovnika su rimokatolici, a kalvinista je 14%.

## Vanjske poveznice
- (mađ.) A vendégváró.hu cikke  Arhivirana inačica izvorne stranice od 26. siječnja 2005. (Wayback Machine)
- Almáskeresztúr na fallingrain.com